# Volkswagen Tiguan
Volkswagen Tiguan este un automobil comercializat de producătorul german Volkswagen din 2007, așezat deasupra T-Roc-ului mai mic și sub Touareg-ul mai mare în gama SUV-urilor crossover a companiei.